# Luciobarbus sclateri
Espèce
Synonymes
- Barbus sclateri Günther, 1868

Statut de conservation UICN

 LC  : Préoccupation mineure
Luciobarbus sclateri est une espèce de poissons de la famille des Cyprinidae.

## Répartition géographique

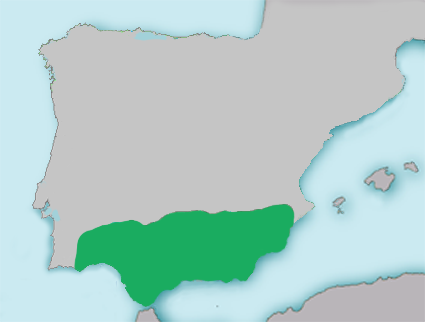
Répartition de l'espèce.

Espèce endémique de la péninsule ibérique, elle réside dans les bassins des rivières du Guadalquivir, Guadalhorce, Segura, Guadiaro, Guadalete (affluent du fleuve Guadiana) et autres petits bassins hydrographiques du sud de l'Espagne. Elle est également présente dans certaines régions du sud-est du Portugal.

## Reproduction
Ils se reproduisent entre les mois de mai et juillet. Les femelles présentent une période de maturation des gonades qui va de février à mai et les mâles de mars à mai. Les femelles sont multiples desovadoras.

## Interactions entre les espèces
Cette espèce est grégaire. Dans les rivières et les ruisseaux de la Méditerranée, l'écoulement d'eau cesse généralement durant l'été et les cours d'eau sont réduits à simples mares isolées où les poissons sont concentrés ; la densité de poissons augmente, ainsi que la concurrence pour l'espace et la nourriture en conséquence.
Ces espèces modifient considérablement la dynamique des populations de Barbus sclateri. Il faut aussi souligner les effets que peuvent causer les espèces de poissons introduites, tels que la concurrence pour les ressources trophiques et l'espace, les transmissions de maladies, et l'hybridation. Les œufs sont toxiques pour les autres espèces de poissons, ce qui leur sert de défense contre les prédateurs.

## Conservation
De nombreux facteurs de dégradation de l'environnement contribuent à un déclin rapide de l'espèce dans la péninsule ibérique : fragmentation de l'habitat, contamination par les déchets industriels, agricoles et urbains, extraction de granulats, prélèvements d'eau pour des fins agricoles, installation de conduits de transport de l'eau, barrages. 
À ces impacts anthropiques sur les écosystèmes d'eaux intérieures, s'ajoute la menace de l'introduction d'espèces exotiques comme Micropterus basse, Sander lucioperca, Ameiurus melas, Esox lucius, Lepomis gibbosus et diverses espèces de cyprinidés, dans des parties de rivières où on retrouve l'espèce.